# 路易·巴尔杜
让·路易·巴尔都（法語：Jean Louis Barthou，1862年8月25日—1934年10月9日）出生于奥洛龙-圣玛丽，卒于马赛，是一位法国政治家，曾于1913年出任法国总理，期间延长兵役年限，保障女工权利，给有孩子的家庭设立补助。

## 生平
巴尔都生于法国比利牛斯-大西洋省的奥洛龙-圣玛丽。先在波尔多学法学，1884年肄业后，1886年在巴黎获得博士学位。此后他回到家乡做律师，但他的热忱在于政治和新闻业。1889年他被选入法国众议院，到1922年为止他不间断地被选入众议院。从1922年开始他转入参议院。
1894年巴尔都出任他的第一席部长职：公共工程部长。1896年转为内务部长，从1906年到1909年再任公共工程部长。从1913年3月22日到当年12月他任法国总理。任内将兵役期限从两年延长到三年。此后一系列打击使他几乎放弃了他的政治生涯：首先右派在1914年的大选中获胜，然后第一次世界大战爆发，数月后他的儿子阵亡。但1917年他又出任了潘勒韦内阁的不管部长。作为外交部长，他于1922年出席热那亚国际经济会议。1922-1926年任盟国赔偿委员会主席。从1926年到1929年在普恩加莱和白里安内阁任司法部长。
1934年重任外交部长的巴尔都试图与英国、意大利和苏联一起建立一个反希特勒德国联盟。他也与一些中欧国家如匈牙利和南斯拉夫签署了聯盟條約，目的在于孤立並圍堵德国。但他与苏联的合作遭到了右派人士的反对。1934年10月9日，巴尔都陪同来访的南斯拉夫国王亚历山大一世访问马赛。克罗地亚刺客韦利切科·科林-第米特洛夫（Welitschko Kerin-Dimitrof）开枪刺杀亚历山大一世，亚历山大当场死亡，巴尔都受重伤，一小时后死于马赛医院。
去世后四天，法国为巴尔都举行国葬，他被葬在巴黎拉雪兹神甫公墓。1935年，他大力提倡的《苏法互助条约》得以签订。对他死因的调查结果1979年才得以公开，他死于法国警察常用的M1892转轮手枪，换言之他死于刺杀现场警察的混乱反应而非刺客。 
除政治外，巴尔都在文学和历史学上也有所建树。主要著作有《米拉波阁下的传说》和关于瓦格纳和波德莱尔的传记。作为一战英雄和著名作家，1918年5月2日他被选入法蘭西學院。